# Estación Los Sembrados
Los Sembrados es una estación ferroviaria ubicada a 5 km al norte de la localidad de San Vicente, Departamento Castellanos, provincia de Santa Fe, Argentina.
con 250 Habitantes Aprox.
Tiene una escuela Rural (Cnel Juan Pacual Pringles N°372)que funciona hasta hoy ,con un alumnado de 45 Niños de diferentes edades y Grados 
4 Maestras de nivel inicial, nivel primario y Directora.
2 porteros.
"Hay un lugar para cada persona hecho a la medida Justa."
Su aniversario es el 29 de junio.(143 AÑOS)
Santos Patronos :"SAN PEDRO Y SAN PABLO".

## Servicios
La estación correspondía al Ferrocarril General Bartolomé Mitre de la red ferroviaria argentina.
Fue clausurada en 1961 a causa del Plan Larkin. Se encuentra en estado de abandono.